# Lilliwaup
Lilliwaup az Amerikai Egyesült Államok északnyugati részén, Washington állam Mason megyéjében elhelyezkedő önkormányzat nélküli település.

## Történet
Egyes források szerint a skokomish vagy twana nyelvű Lilliwaup kifejezés jelentése „torkolat”.
A Joseph O’Neil által vezetett expedíció 1890-ben érkezett az 1854-ben alapított településre. O’Neil és csapata szerint Lilliwaup „egy kisváros egyetlen házzal”. 1890 szeptemberében már több mint 30 család élt itt, 1924-re pedig fellendült a turizmus.

## Fordítás
- Ez a szócikk részben vagy egészben  a   Lilliwaup, Washington című angol Wikipédia-szócikk ezen változatának fordításán alapul.  Az eredeti cikk szerkesztőit annak laptörténete sorolja fel. Ez a jelzés csupán a megfogalmazás eredetét és a szerzői jogokat jelzi, nem szolgál a cikkben szereplő információk forrásmegjelöléseként.